# Кавацо Карнико
Кава̀цо Ка̀рнико (на италиански: Cavazzo Carnico; на фриулски: Cjavaç, Чавач) е село и община в Северна Италия, провинция Удине, автономен регион Фриули-Венеция Джулия. Разположено е на 290 m надморска височина. Населението на общината е 1102 души (към 2010 г.).